# Liste d'édifices gothiques en Wallonie
Cet article fournit une liste d'édifices d'architecture gothique en Wallonie.

## Abbayes
- Abbaye Saint-Jacques de Liège

## Basiliques
- Basilique Saint-Martin de Liège
- Basilique des Saints-Pierre-et-Paul (Saint-Hubert)
- Clocher de la Basilique Notre-Dame de Bonne-Espérance
- Basilique Saint-Materne de Walcourt

## Cathédrales
- Cathédrale Saint-Paul de Liège A compléter
- Cathédrale Notre-Dame-et-Saint-Lambert de Liège
- Cathédrale Notre-Dame de Tournai

## Collégiales
- Collégiale Saint-Ursmer de Binche
- Collégiale Notre-Dame de Dinant
- Collégiale Notre-Dame de Huy
- Collégiale Sainte-Croix de Liège
- Collégiale Saint-Denis de Liège A compléter
- Collégiale Sainte-Waudru de Mons
- Collégiales de Liège
- Collégiale Saint-Ursmer de Lobbes

## Églises
- Église Sainte-Aldegonde d'Écaussinnes-Lalaing
- Église Saint-Jacques-le-Mineur de Liège A compléter
- Église Saint-Barthélémy de Mouscron
- Église Saint-Jacques de Tournai
- Église Saint-Martin de Ragnies

## Hôpital
- Hôpital Notre-Dame à la Rose